# Lanmérin
Lanmérin (/lɑ̃.me.ʁɛ̃/) est une commune française située dans le département des Côtes-d'Armor, en région Bretagne.

## Géographie
|        | Trézény  | Coatréven  |
| Rospez | Lanmérin | Langoat    |
|        |          | Quemperven |

### Hydrographie
Pour un article plus général, voir Réseau hydrographique des Côtes-d'Armor.
La commune est située dans le bassin Loire-Bretagne. Elle est drainée par le Guindy et un autre petit cours d'eau,.
Le Guindy, d'une longueur de 43 km, prend sa source dans la commune de Louargat et se jette  dans le Jaudy à Tréguier, après avoir traversé 16 communes. 

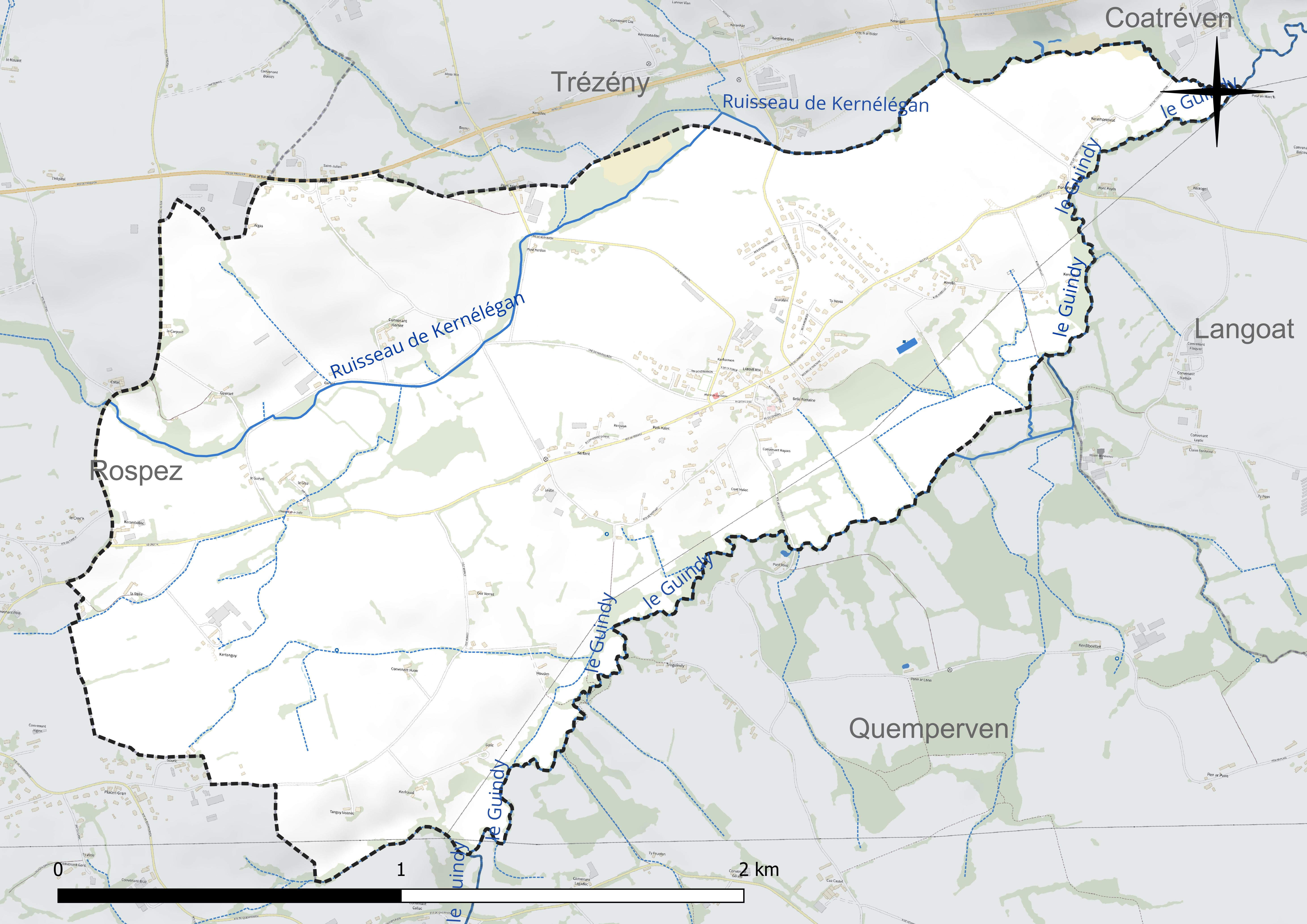
Réseau hydrographique de Lanmérin.

### Climat
Pour des articles plus généraux, voir Climat de la Bretagne et Climat des Côtes-d'Armor.
En 2010, le climat de la commune est de type climat océanique franc, selon une étude du Centre national de la recherche scientifique s'appuyant sur une série de données couvrant la période 1971-2000. En 2020, Météo-France publie une typologie des climats de la France métropolitaine dans laquelle la commune est exposée à un climat océanique et est dans la région climatique  Finistère nord, caractérisée par une pluviométrie élevée, des températures douces en hiver (6 °C), fraîches en été et des vents forts. Parallèlement l'observatoire de l'environnement en Bretagne publie en 2020 un zonage climatique de la région Bretagne, s'appuyant sur des données de Météo-France de 2009. La commune est, selon ce zonage, dans la zone « Intérieur », exposée à un climat médian, à dominante océanique.  
Pour la période 1971-2000, la température annuelle moyenne est de 11,4 °C, avec  une amplitude thermique annuelle de 9,9 °C. Le cumul annuel moyen de précipitations est de 796 mm, avec 14,3 jours de précipitations en janvier et 7,4 jours en juillet. Pour la période 1991-2020, la température moyenne annuelle observée sur la station météorologique la plus proche, située sur la commune de La Roche-Jaudy à 7 km à vol d'oiseau, est de 11,8 °C et le cumul annuel moyen de précipitations est de 887,1 mm,. Pour l'avenir, les paramètres climatiques de la commune estimés pour 2050 selon différents scénarios d'émission de gaz à effet de serre sont consultables sur un site dédié publié par Météo-France en novembre 2022.

## Urbanisme

### Typologie
Au 1er janvier 2024, Lanmérin est catégorisée commune rurale à habitat dispersé, selon la nouvelle grille communale de densité à 7 niveaux définie par l'Insee en 2022.
Elle est située hors unité urbaine. Par ailleurs la commune fait partie de l'aire d'attraction de Lannion, dont elle est une commune de la couronne,. Cette aire, qui regroupe 40 communes, est catégorisée dans les aires de 50 000 à moins de 200 000 habitants,.

### Occupation des sols
L'occupation des sols de la commune, telle qu'elle ressort de la base de données européenne d’occupation biophysique des sols Corine Land Cover (CLC), est marquée par l'importance des territoires agricoles (90,4 % en 2018), en diminution par rapport à 1990 (92,9 %). La répartition détaillée en 2018 est la suivante : 
terres arables (63 %), zones agricoles hétérogènes (27,4 %), zones urbanisées (9,6 %). L'évolution de l’occupation des sols de la commune et de ses infrastructures peut être observée sur les différentes représentations cartographiques du territoire : la carte de Cassini (XVIIIe siècle), la carte d'état-major (1820-1866) et les cartes ou photos aériennes de l'IGN pour la période actuelle (1950 à aujourd'hui).

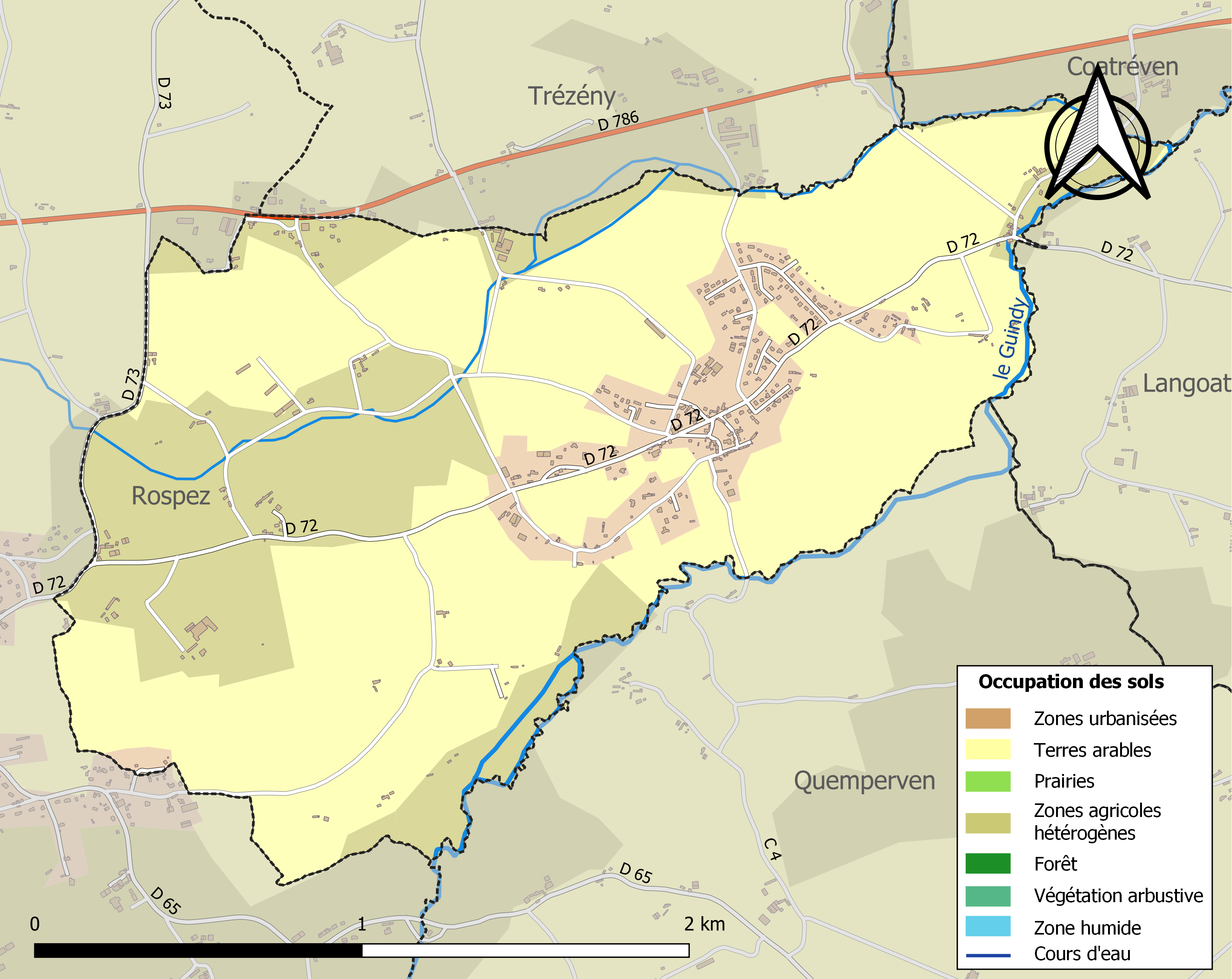
Carte des infrastructures et de l'occupation des sols de la commune en 2018 (CLC).

## Toponymie
Le nom de la localité est attesté sous les formes Lanmelin à la fin du XIVe siècle, Lanmerin en 1437 et Lanmelin en 1444 et en 1481, Lanmerin en 1437, Lamerin en 1516, Lanmelin en 1592, Lannelin en 1630, Lanmerein en 1800.
Lanmérin vient du vieux breton lann (ermitage) et de saint Mérin (sant Vilin, en breton).

Le nom breton de la commune est Lanvilin.

## Histoire

### XXesiècle

#### Les guerres duXXesiècle
Le monument aux morts porte les noms de 24 soldats morts pour la Patrie :
- 23 sont morts durant la Première Guerre mondiale ;
- 1 est mort durant la Seconde Guerre mondiale : Yves Marie Mindu. Yves Nonen, Compagnon de la Libération, mort pour la France, n'y figure pas.

## Politique et administration
| Période                                  | Période                 | Identité             | Étiquette | Qualité                                                 |
| ---------------------------------------- | ----------------------- | -------------------- | --------- | ------------------------------------------------------- |
| Les données manquantes sont à compléter. |                         |                      |           |                                                         |
| ca. 1934                                 |                         | Jean Brizaut         |           | Cultivateur                                             |
| Les données manquantes sont à compléter. |                         |                      |           |                                                         |
| mai 1953                                 | mars 1983               | Joseph Hamon père    |           | Cultivateur                                             |
| mars 1983                                | mars 1989               | Joseph Hamon fils    |           | Exploitant agricole                                     |
| mars 1989                                | 25 mai 2020             | Jacques Goisnard     | PS        | Agent technique retraité                                |
| 25 mai 2020                              | 23 janvier 2025 (décès) | Jean-François Saliou | SE        | Conducteur de travaux retraité, ancien adjoint au maire |
| 6 février 2025                           | En cours                | Carole Bonniec       | SE        | Agricultrice Première adjointe au maire (2020 → 2025)   |

## Démographie
L'évolution du nombre d'habitants est connue à travers les recensements de la population effectués dans la commune depuis 1793. Pour les communes de moins de 10 000 habitants, une enquête de recensement portant sur toute la population est réalisée tous les cinq ans, les populations de référence des années intermédiaires étant quant à elles estimées par interpolation ou extrapolation. Pour la commune, le premier recensement exhaustif entrant dans le cadre du nouveau dispositif a été réalisé en 2006.

En 2022, la commune comptait 573 habitants, en évolution de −4,5 % par rapport à 2016 (Côtes-d'Armor : +1,78 %, France hors Mayotte : +2,11 %).
| 1793 | 1800 | 1806 | 1821 | 1831 | 1836 | 1841 | 1846 | 1851 |
| ---- | ---- | ---- | ---- | ---- | ---- | ---- | ---- | ---- |
| 487  | 477  | 526  | 541  | 528  | 579  | 586  | 628  | 566  |

| 1856 | 1861 | 1866 | 1872 | 1876 | 1881 | 1886 | 1891 | 1896 |
| ---- | ---- | ---- | ---- | ---- | ---- | ---- | ---- | ---- |
| 544  | 556  | 580  | 604  | 589  | 569  | 570  | 507  | 475  |

| 1901 | 1906 | 1911 | 1921 | 1926 | 1931 | 1936 | 1946 | 1954 |
| ---- | ---- | ---- | ---- | ---- | ---- | ---- | ---- | ---- |
| 464  | 438  | 436  | 351  | 368  | 328  | 324  | 308  | 291  |

| 1962 | 1968 | 1975 | 1982 | 1990 | 1999 | 2006 | 2011 | 2016 |
| ---- | ---- | ---- | ---- | ---- | ---- | ---- | ---- | ---- |
| 295  | 261  | 245  | 286  | 328  | 331  | 424  | 504  | 600  |

| 2021 | 2022 | - | - | - | - | - | - | - |
| ---- | ---- | - | - | - | - | - | - | - |
| 582  | 573  | - | - | - | - | - | - | - |

## Lieux et monuments
- Église Saint-Mérin (XVIIe siècle) en partie reconstruite au XVIIIe siècle (vers 1743) et en 1914-1921. Le clocher est à balustrade avec un escalier d'accès. Les fonts baptismaux (double vasque en pierre et cuve en plomb) datent du XVIIIe siècle. Les seigneurs de Kermorvan en Trézény possédaient jadis des prééminences dans l'église paroissiale de Lanmérin.
- Chapelle Saint-Jérôme de la Salle (1535). Chapelle gothique de plan rectangulaire, elle possède un clocher mur à une chambre de cloche. On y voit de très belles sablières sculptées, classée au titre des monuments historiques par arrêté du 24 novembre 1930[27].
- Croix de Saint-Jérôme.
- Manoir de la Salle, restauré en 1673 (date située en haut du pignon). Un capitaine de La Salle était au service du pape Clément VII en 1379 : il assiégeait Marino (en Italie), avec le comte de Montjoie et Sylvestre Budes, lorsque le comte Albéric de Balbiano se porta au secours de cette place. Ce manoir a longtemps pour dépendance la chapelle Saint-Jérôme, le moulin du Glaz et un pigeonnier.
- Ancien presbytère (XVIIe au XIXe siècle), restauré au XIXe siècle. Les travaux de restauration se sont terminés en 1821. L'édifice possède une tour centrale.
- Trois moulins : moulin de la Salle, Rumolin, Guernalégan.
- Pont romain (Ier et IIe siècles) situé sur la rivière du Guindy.

## Personnalités liées à la commune
- Yves Nonen (Lanmérin 5 août 1916 - Ballon d'Alsace 24 novembre 1944), Compagnon de la Libération, premier-maître au 1er régiment de fusiliers marins, mort pour la France le 24 novembre 1944 au Ballon d'Alsace[28].